# Cool Biz

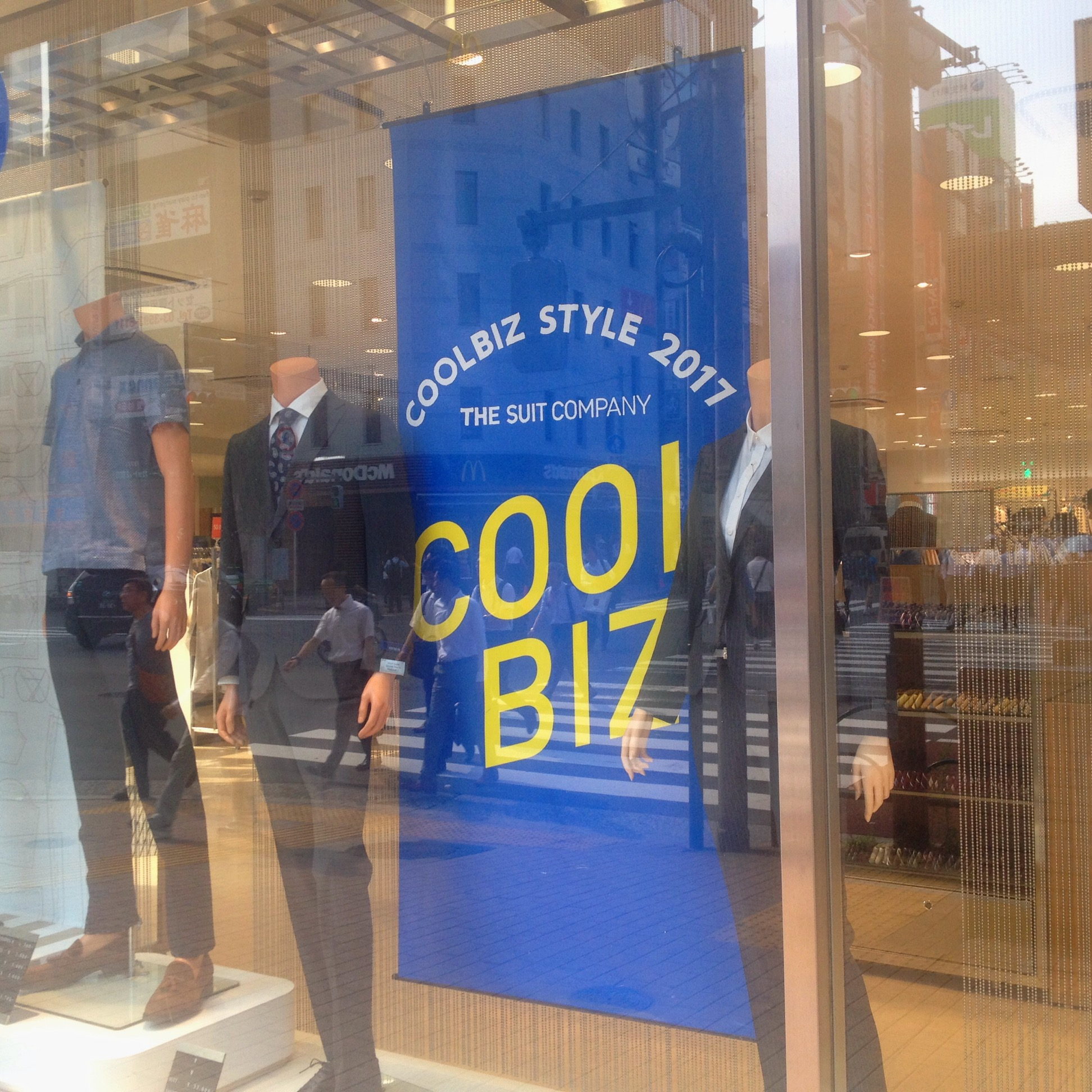
Aparador amb roba per al Cool biz de 2017 a Tòquio

Cool Biz és el nom d'una campanya ideada per Yuriko Koike, ministra de medi ambient del Japó durant el mandat de Junichiro Koizumi, a fi de contrarestar els canvis ambientals mitjançant la promoció de la informalitat en el vestir durant l'estiu del 2005 i que ha tingut continuïtat fins a l'actualitat.

## Etimologia
Cool Biz és una expressió encunyada a partir de les paraules angleses cool i business, col·loquialment abreujada biz. La primera, que literalment es tradueix per "fresc", també pot significar "bonic" o "fantàstic", mentre que la segona es refereix als "negocis".

## Consideracions generals
El govern japonès en endegar la campanya no va indicar una manera especial de vestir-se, ni la necessitat de comprar roba nova, llevat del suggeriment explícit de no posar-se corbata ni jaqueta. Es va recomanar mantenir la temperatura dels aires condicionats en 28 graus Celsius, que es podia fer ben suportable fent servir una roba més lleugera.
Pel que fa a l'ambient de feina durant l'estiu, i a causa de l'entrada en vigor del Protocol de Kyoto, es van tenir en consideració els perjudicis ocasionats pels aires condicionats massa freds, tant sobre la salut com respecte a la conservació de l'energia, i se'n va donar la culpa a la corbata i al vestit, ja que l'ús d'aquesta mena de vestimenta incrementa la temperatura del cos, i això obliga a abaixar la temperatura dels aparells condicionadors d'aire. Alguns homes consideren que aquesta davallada de la temperatura en espis interiors augmenta la sensació de fred, mentre que hi ha dones que parlen d'un "infern glaçat".
Per això, el Ministeri de Medi Ambient japonès va fer una crida a fi de mantenir la temperatura dels aires condicionats en 28 graus Celsius durant l'estiu, va crear cançons promocionals a aquest efecte i, mitjançant la campanya anomenada "No necktie, no uwagi" (「ノーネクタイ・ノー上着」, "sense corbata, sense jaqueta"), va demanar als oficinistes japonesos que fessin servir roba més lleugera. L'exemple el van haver de donar els empleats governamentals de l'àrea metropolitana de Tòquio, però altres funcionaris van mantenir l'ús del vestit i corbata, cosa que demostra que la campanya no va arribar a quallar dins societat japonesa en general.
Fins i tot dins el partit de govern, el Partit Liberal Democràtic, persones com Shizuka Kamei van criticar la mesura amb l'argument que «aquesta aparença no ens queda bé als polítics».
El 1979, arran de la crisi petroliera dels anys 70, el govern Oohira havia proposat la mesura sota la figura de l'exprimer ministre Tsutomu Hata. Es van arribar a crear els Shō-ene(rgy)-suits (省エネスーツ, shōenesuutsu, "vestits baixos en consum d'energía"), uns vestits de mànigues amples, que van tenir una certa acceptació.
Els fabricants i les botigues de roba han trobat una nova oportunitat de vendre vestits per a home i camises que no deixen veure la corbata amb aquesta mesura, amb promocions com ara el "Casual Friday", mentre que les típiques camises d'Okinawa, semblants a les hawaianes, han tingut una gran difusió al Japó continental. A més a més, segons càlculs del Centre de Recerca Econòmica, amb la campanya del Cool Biz la deteriorada economia japonesa podria créixer vora els 100.000 milions de iens.
El 2011, el govern japonés va llançar Super Cool Biz, una nova edició renovada de la campanya de 2005. La seva empremta sobre la industria de la moda va donar lloc a peces de vestir insòlites, com ara, les sabates amb aire condicionat.

## Resultat de la campanyaCool Bizdel 2005
El 28 d'octubre del 2005, la Ministra de Medi Ambient Yuriko Koike va anunciar els resultats de la campanya Cool Biz. El Ministeri va dur a terme una enquesta per Internet sobre la situació actual de la mesura el dia 30 de setembre del 2005, amb una mostra d'unes 1.200 persones seleccionades d'un paquet d'adreces propietat d'una empresa de recerca. El resultat de la mostra diu que el 95,8% dels enquestats coneixia el Cool Biz i que el 32,7% de 562 enquestats va respondre que les seves oficines van instal·lar més aire condicionat que en anys anteriors. Basant-se en els resultats, la reducció estimada del diòxid de carboni fou de prop de 460.000 tones-CO₂, que equival a la quantitat de CO₂ emesa per aproximadament un milió de llars durant un mes.
El Ministeri va decidir d'instar constantment la població a instal·lar aires condicionats a les oficines a 28 graus Celsius, juntament amb una major difusió del Cool Biz.

## Warm Biz
Durant l'hivern del 2005, es va parlar en diverses de les principals cadenes de notícies de promoure una campanya Warm Biz per a l'hivern, amb la proposta de vestir una camisa gruixuda de coll alt en comptes de jaqueta i corbata. El Warm Biz no el va promocionar el govern japonès, però, i la idea no va tenir gaire suport a escala nacional.

## Cool Biz 2006
La segona campanya anual Cool Biz va començar el primer de juny del 2006. El primer ministre del Japó i un gran nombre de ministres hi van donar exemple en vestir-se amb roba dissenyada per mantenir-los frescos. El suport a la mesura fora del govern va seguir creixent any a any i continua en vigor en l'actualitat.